# Kościół Niepokalanego Poczęcia Najświętszej Maryi Panny w Warszawie

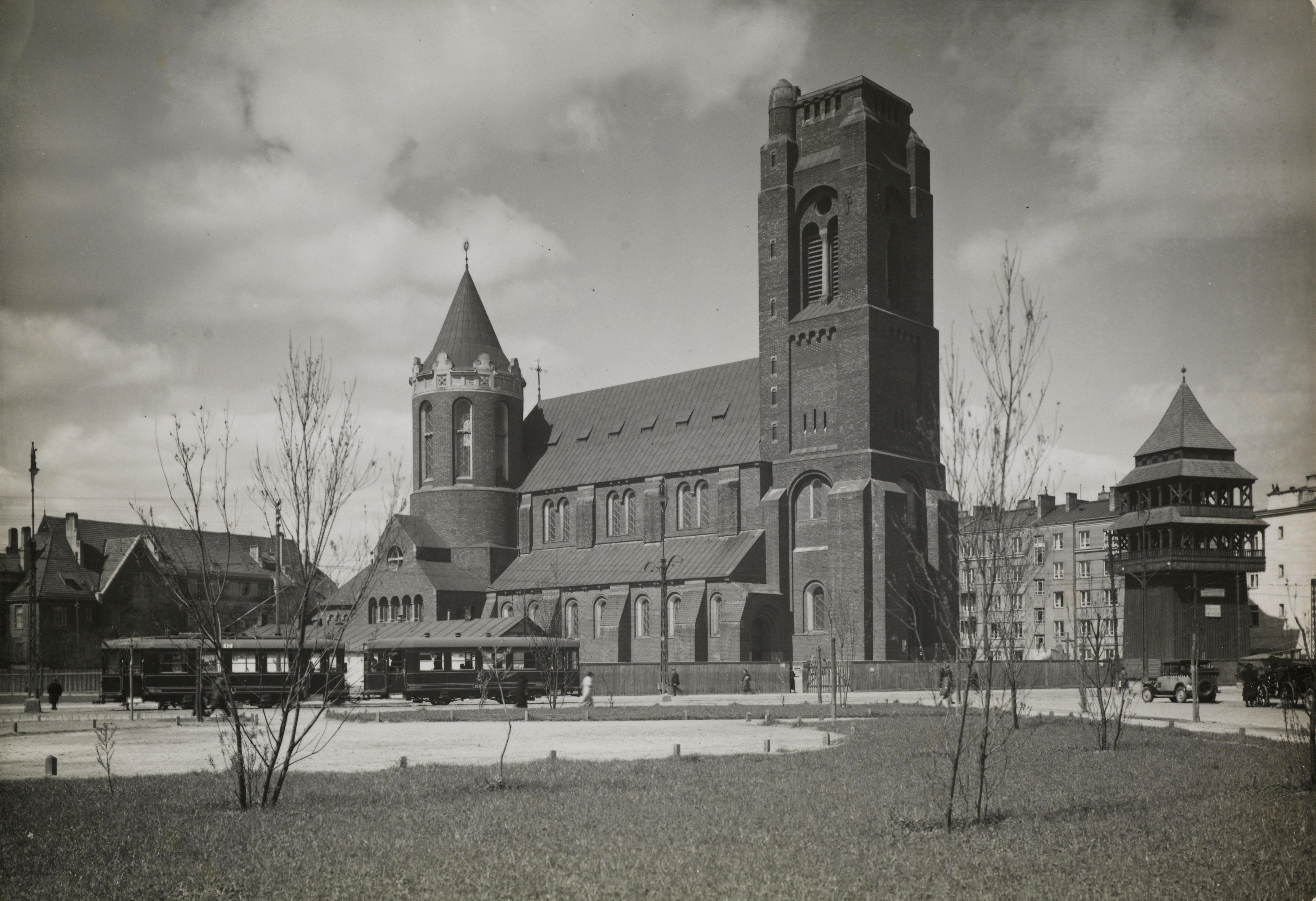
Kościół w okresie międzywojennym, widoczna niezachowana drewniana dzwonnica

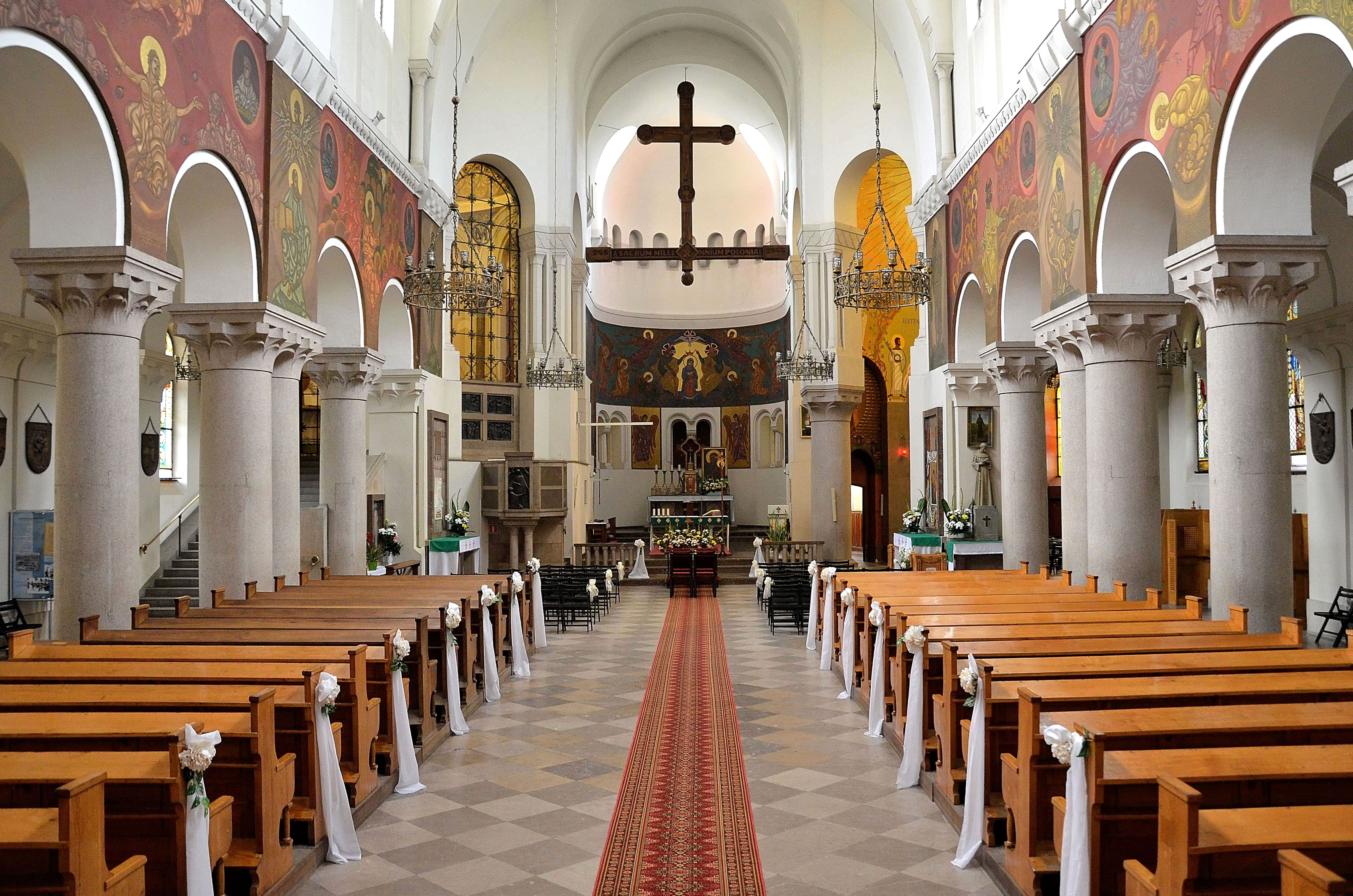
Wnętrze świątyni

Kościół Niepokalanego Poczęcia Najświętszej Maryi Panny, zwyczajowo kościół św. Jakuba – kościół znajdujący się przy ul. Grójeckiej 38, na placu Narutowicza w Warszawie.
Wezwanie świątyni jest nawiązaniem do pięćdziesięciolecia ogłoszenia dogmatu o Niepokalanym Poczęciu Najświętszej Maryi Panny, którego jubileusz obchodzono w Warszawie w latach 1904−1905, jednak ze względu na patrona parafii jest ona zwyczajowo nazywana kościołem św. Jakuba.

## Historia
Potrzeba powstania kościoła dla rozwijającej się dzielnicy Ochota i związanych z nią przedmieść pojawiła się na przełomie XIX i XX w. W tym czasie mieszkańcy tych okolic uczęszczali do kościołów na Woli i Koszykach. Pozwolenie na budowę kościoła i zbiórkę funduszy uzyskano w 1904 r., a w następnym roku powołano komitet budowy kościoła. Był to komitet świecki, choć złożony w dużej mierze z księży, a przewodniczył mu bp Kazimierz Ruszkiewicz. W jego skład, jako jedyny architekt, wszedł też Józef Pius Dziekoński. Komitet związany był z Wystawą Mariańską (Maryjską) zorganizowaną na półwiecze ogłoszenia dogmatu o Niepokalanym Poczęciu, przy okazji której podjęto decyzję o budowie kościoła-pomnika. Oprócz dochodów z wystawy, komitet dysponował środkami z datków prywatnych (zwłaszcza Jana Grądzkiego – alternatywna pisownia Jan Grondzki lub Jan Grądzka – z Woli).
Na miejsce kościoła planowano grunty blisko Śródmieścia, jednak mieszkańcy wymusili lokalizację przy ulicy Grójeckiej. W tamtym czasie rejon ten związany był z wsią Czyste, a kościół stawiano na słabo zabudowanym terenie. Przez to stał się on centralnym obiektem dzielnicy, będącym punktem odniesienia dla nowo wytyczanych układów architektonicznych, łącznie z wytyczonym ostatecznie w 1923 r. placem Narutowicza. W 1908 roku urządzono konkurs na projekt budowli, do którego zgłoszono 33 prace. W następnym roku do realizacji wybrano projekt Oskara Sosnowskiego.
Budowa rozpoczęta w 1911 roku (24 września tego roku wmurowano kamień węgielny, a bp Ruszkiewicz poświęcił fundamenty) została wstrzymana w 1914 po wymurowaniu korpusu nawowego, wieży i kaplicy NMP. Po wznowieniu prac w roku 1927 zadaszenie uzyskały nawy boczne. Początkowo budowę organizował komitet świecki, ale w 1918 roku przy kościele erygowano parafię św. Jakuba Apostoła.
Do wybuchu I wojny światowej z braku funduszy nie udało się w pełni wyposażyć wnętrza, zrezygnowano też z hełmu wieńczącego wieżę. Ten etap budowy zakończył się w 1938 r. We wrześniu 1939 poważniej zniszczona została tylko kaplica Najświętszej Marii Panny, jednak podczas powstania warszawskiego w 1944 gmach został mocno uszkodzony, stracił niemal całe wyposażenie, w tym witraże autorstwa H. Bardzińskiej, będące darem kresowiaków, oraz dachy. W czasie wojny spłonęła również drewniana dzwonnica, w której wisiały dzwony przeznaczone do umieszczenia w planowanej Świątyni Opatrzności Bożej. W wyniku uszkodzeń wojennych Kaplicę Kresową przebudowano w Kaplicę Pana Jezusa.
W 1946 roku kościół prowizorycznie zabezpieczono i konsekrowano. Najpierw odbudowano organy, następnie odrestaurowano cztery ołtarze i odnowiono tynki. Pracami restauracyjnymi kierował od strony artystycznej Jan Zachwatowicz, a od strony kościelnej ks. inf. Stanisław Mystkowski. W tym czasie prezbiterium ozdobiono freskami projektu Lecha Grześkiewicza. Większość odbudowy zakończono w latach 50. XX w., a 24 września 1960 r. (49. rocznica wmurowania kamienia węgielnego) kościół ponownie konsekrowano, tym razem przez kardynała Stefana Wyszyńskiego. 
W 1965 roku świątynia została wpisana do rejestru zabytków. 
W 1977 roku pokryto miedzianą blachą dach, co w zasadzie zakończyło restaurację kościoła (następne zmiany były już nowymi przedsięwzięciami). Przez ponad sto lat od rozpoczęcia budowy nie nakryto wieży projektowanym, ostrosłupowym hełmem. Początkowo wynikało to z braku funduszy, w latach PRL władze utrudniały rozbudowę kościoła pod pretekstem utrudnień w ruchu lotniczym, następnie zaś ścierały się koncepcje dokończenia budowy zgodnie z projektem i pozostawienia status quo. Nie odbudowano również dzwonnicy, na której miejscu częściowo znajduje się dom parafialny, a teren należący do kościoła ograniczono wraz z przebudową ulicy Grójeckiej.

## Architektura i wystrój kościoła
Świątynia jest uznawana za najwybitniejsze dzieło polskiego modernizmu bazującego na formach historycznych i doskonała niemal synteza romanizmu z wieloma aluzjami do kościołów tej epoki. Jego przykład podawany jest w wielu polskich podręcznikach architektury, a jego projekt stał się początkiem kariery Oskara Sosnowskiego. Zasadniczo styl budowlany nawiązuje do romanizmu, choć niektóre elementy przypominają bardziej architekturę gotycką. Nawiązuje do polskich kościołów wybudowanych w tych stylach (styl narodowy), a historyczne formy romańskie są surowe, przez co wpisują się w tendencje modernistyczne.
W kwietniu 1931 roku zakończono budowę drewnianej dzwonnicy, nawiązującej do średniowiecznych wież izbicowych.
Ceglany, nietynkowany kościół został zaprojektowany jako trójnawowa bazylika z wieżą frontową, prezbiterium półkoliście zamkniętym absydą oraz kaplicami bocznymi imitującymi transept. Na zakończeniach naw bocznych znajdują się kaplice Matki Bożej i Najświętszego Sakramentu.
Masywna, czworoboczna wieża frontonowa ma cztery kondygnacje, z których każda ma nieco mniejszy rzut od poprzedniej.
W kościele znajduje się kopia obrazu Matki Bożej Latyczowskiej. Według pierwotnych planów do nowo budowanej Kaplicy Kresowej miał trafić oryginał pochodzący z Latyczowa wywieziony przed bolszewikami, jednak zanim wykończono kaplicę, trafił on do innego kościoła. Ocalony ze zniszczeń wojennych obraz umieszczono na jednym z filarów prawego rzędu nawy głównej. Otoczony jest lokalnym kultem i został poświęcony przez bpa Tadeusza Pikusa 8 grudnia 2001 r. W Kaplicy Kresowej oprócz kopii obrazu znajdowały się witraże przedstawiające patronów Kresów: św. Michała Archanioła z mieczem (patrona Rusi), św. Zofię (patronkę Podola) i św. Jacka (patrona Wołynia). Witraże zaprojektowane przez H. Bardzińską wykonano w Krakowie w firmie „Żeleński”.
Z innych elementów wyposażenia i wystroju kościoła można wymienić belkę tęczową (nad prezbiterium) z krzyżem, zabytkowy krucyfiks (XVII w.), marmurowy ołtarz przedsoborowy (Jan Zachwatowicz) i posoborowy, droga krzyżowa w postaci płaskorzeźbionych tarcz (Franciszek Masiak), marmurowa płaskorzeźba Serca Pana Jezusa i marmurowa figura Niepokalanej (Zofia Trzcińska-Kamińska), ołtarzyk z obrazem Miłosierdzia Bożego oraz polichromie nawiązujące do wczesnośredniowiecznych fresków (Lech, Helena i Piotr Grześkiewiczowie) – freski w prezbiterium (1947), freski nawy głównej (1980–82), mozaika Matki Bożej Częstochowskiej na frontonie (1984), wystrój Kaplicy Najświętszego Sakramentu (1996). Ponadto kościół zdobią witraże o tematyce religijnej i patriotycznej (projekt – ks. H. Żochowski, wykonanie – Ryszard Więckowski, 1987–89). Tematyka witraży, głównie związana z PSZ i AK, powstała z inicjatywy weteranów tych wojsk, jako pierwsze tego typu dzieło w Polsce z okresu upadku komunizmu. Nazwiska inicjatorów umieszczono na tablicy pamiątkowej. Oprócz niej w kościele znajdują się epitafia i kolejne tablice pamiątkowe, w tym upamiętniająca Stefana Roweckiego, Stefana Mirowskiego, Jana Salamuchę, Joachima Bartoszewicza, Marię Święcicką czy żołnierzy pułku AK „Garłuch”.

## Parafia
Kościół pełni funkcję kościoła parafialnego jednej z dwóch warszawskich parafii pod wezwaniem św. Jakuba Apostoła (przy czym druga – parafia św. Jakuba Apostoła w Warszawie–Tarchominie – leży w diecezji warszawsko-praskiej). Parafię erygował ks. abp Aleksander Kakowski 7 marca 1918 roku, w czasie, gdy kościół już od kilku lat był w budowie.